# Носсентінер-Гютте
Носсентінер-Гютте (нім. Nossentiner Hütte) — громада в Німеччині, розташована в землі Мекленбург-Передня Померанія. Входить до складу району Мекленбургіше-Зенплатте. Складова частина об'єднання громад Мальхов.
Площа — 40,11 км2. Населення становить 644 ос. (станом на 31 грудня 2020).